# Нижні Сунари
Ни́жні Суна́ри (рос. Нижние Сунары, чув. Анат Сăнар) — присілок у Чувашії Російської Федерації, у складі Совєтського сільського поселення Ядринського району.
Населення — 96 осіб (2010; 133 в 2002, 223 в 1979, 411 в 1939, 392 в 1926, 189 в 1906, 137 в 1858).

## Історія
Історична назва — Сунари (1918-1919). Утворився 19 століття як околоток присілку Янасали (нині Александровське. До 1866 року селяни мали статус державних, займались землеробством, тваринництвом, виробництвом одягу та взуття. 1916 року відкрито земську школу, з 1918 року — початкова школа. На початку 20 століття діяло 2 вітряки та 2 кузні. 1930 року створено колгосп «Новий путь». До 1927 року присілок входив до складу Шуматовської волості Ядринського повіту, після переходу 1927 року на райони — у складі Ядринського району, з 1939 по 1956 роки — у складі Совєтського району, після ліквідації якого повернуто до складу Ядринського району.

## Господарство
У присілку діє магазин.